# Harana / Valle de Arana
Harana / Valle de Arana (baskiska: Harana) är en kommun i Spanien. Den ligger Álavaprovinsen i södra delen av den autonoma regionen Baskien i norra delen av landet, 280 km norr om huvudstaden Madrid. Antalet invånare är 214 (2024). Arean är 39,12 kvadratkilometer.